# 建平镇 (郎溪县)
建平镇，是中华人民共和国安徽省宣城市郎溪县下辖的一个乡镇级行政单位。

## 行政区划
建平镇下辖以下地区：
中港社区、建平社区、中山社区、祥兴社区、东郊村、西郊村、北郊村、文昌村、钟西村、建桥村和金牛村。